# Nikolaos z Damašku
Nikolaos z Damašku (řecky Νικόλαος Δαμασκηνός, latinsky Nicolaus Damascenus; * asi 64 př. n. l., Damašek, Sýrie) byl řecký historik, diplomat a peripatetický filozof, dvořan a kronikář krále Heroda Velikého.

## Život a působení
Narodil se ve vzdělané a zámožné rodině politika Antipatra, získal filosofické vzděläní v peripatetické škole a spolu se Sofroniem byl vychovatelem dětí Caesara a Kleopatry. Nejpozději od roku 14 př. n. l. byl rádcem, diplomatem a historikem na dvoŕe kräle Heroda Velikého, kde působil i jeho bratr Ptolemaios z Damašku jako hospodářský rádce. Po Herodově smrti roku 7 př. n. l. byl rádcem jeho syna, etnarchy Heroda Antipy. O jeho únrtí není nic známo.

## Dílo
Napsal monumentální historickou encyklopedii o 144 knihách (středověký byzantský slovník Suda uvádí 80 knih), bohužel většina díla se ztratila. Zachovaly se reference a fragmenty z knih 2, 4, 5, 6, 7, 8, 96, 103, 104, 107, 108, 110, 114, 123 a 124. Nikolaovy dějiny byly základním zdrojem především pro Flavia Iosepha, například u tématu Abraháma. Nikolaos sám čerpal prokazatelně z Ktesia. Napsal rovněž oslavný životopis císaře Augusta (Bios Kaisaros), životopis krále Heroda, autobiografii (cenou především pro badatele v oblasti židovských dějin), kompendium Aristotelovy filosofie a několik divadelních her.